# Maikel Melero
Maikel Melero (La Resinera aldea de Cotillas en Albacete, 25 de enero de 1988) es un piloto de motociclismo español que compite en la especialidad de motociclismo estilo libre, también conocida como motocross freestyle. Ha sido cinco veces campeón del mundo, en los años 2014, 2015, 2016, 2017 y 2018, convirtiéndose en el piloto más laureado de la historia en este deporte.
El 22 de noviembre de 2014 se proclamó por primera vez campeón del mundo de motociclismo estilo libre en la última prueba del mundial celebrada en Frankfurt (Alemania). En los años 2015, 2016, 2017 y 2018 consiguió su segundo, tercer, cuarto y quinto títulos mundiales.
Además, el piloto de Yamaha ha sido campeón de Europa en 2016 y cinco veces campeón de España en 2016, 2017, 2018, 2022 y 2023.

## Palmarés

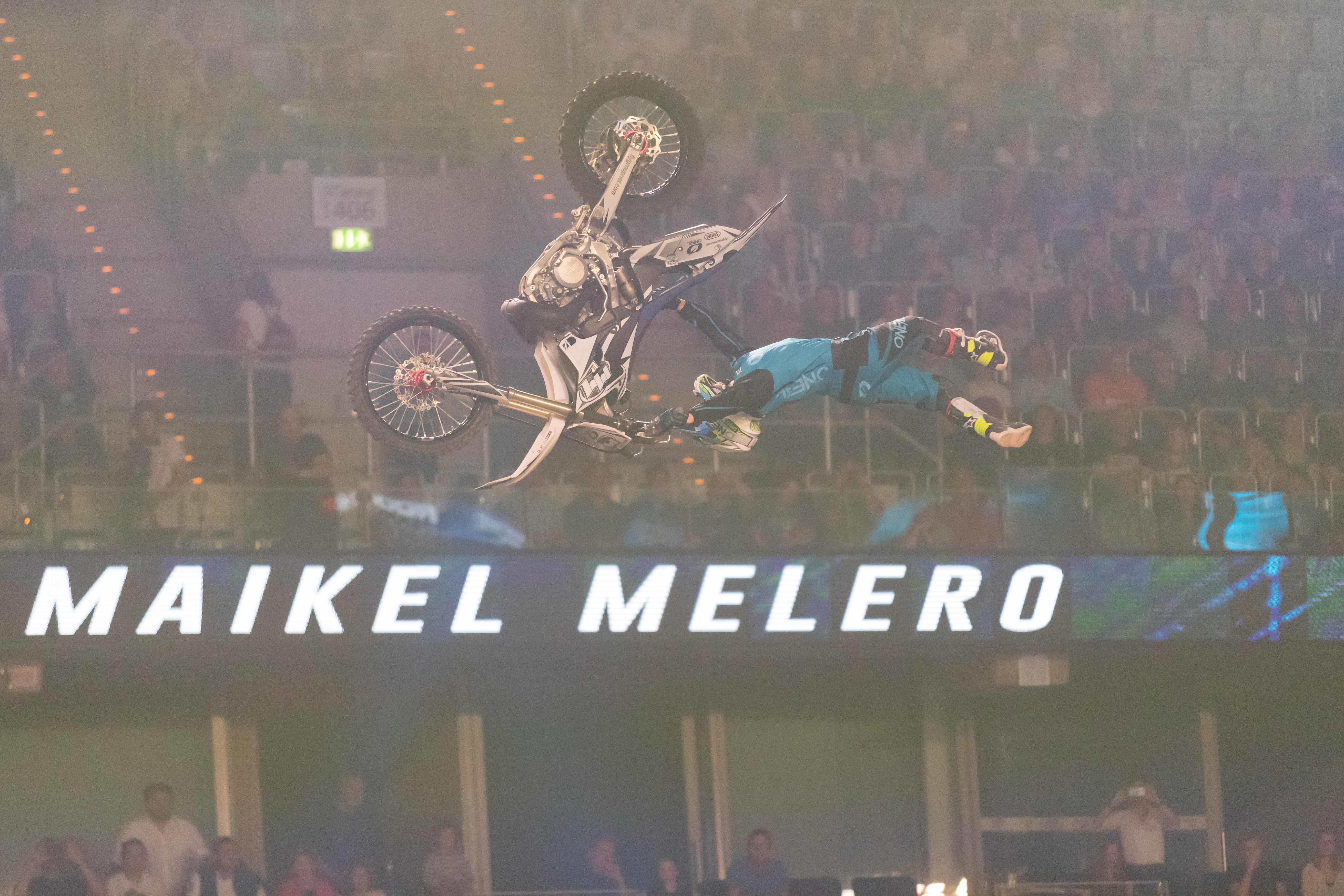
Maikel Melero durante una competición de saltos en Alemania

### Campeonato del mundo
| Año  | Lugar                 | Medalla          |
| ---- | --------------------- | ---------------- |
| 2014 | Frankfurt ( Alemania) | Medalla de oro   |
| 2015 | Sofía ( Bulgaria)     | Medalla de oro   |
| 2016 | Hong Kong ( China)    | Medalla de oro   |
| 2017 | Hong Kong ( China)    | Medalla de oro   |
| 2018 | Hong Kong ( China)    | Medalla de oro   |
| 2019 | Daqing ( China)       | Medalla de plata |

### Campeonato de Europa
| Año  | Medalla          |
| ---- | ---------------- |
| 2016 | Medalla de oro   |
| 2018 | Medalla de plata |

### Campeonato de España
| Año  | Medalla        |
| ---- | -------------- |
| 2016 | Medalla de oro |
| 2017 | Medalla de oro |
| 2018 | Medalla de oro |
| 2022 | Medalla de oro |
| 2023 | Medalla de oro |